# Labeobarbus caudovittatus
Labeobarbus caudovittatus es una especie de peces de la familia Cyprinidae, orden Cypriniformes.
Son peces dulceacuícolas del río Congo y ríos tributarios del lago Tanganica que pueden llegar alcanzar los 80 cm de longitud total.